# Championnat d'Angleterre de football de deuxième division 1910-1911
Navigation
Édition précédente Édition suivante
La saison 1910-1911 est la dix-neuvième saison du championnat d'Angleterre de football de deuxième division. Les deux premiers du championnat obtiennent une place en première division, les trois derniers sont relégués uniquement s'ils n'obtiennent pas assez de voix dans la procédure de réélection.
West Bromwich Albion remporte la compétition et se voit promu en première division accompagné du vice-champion, Bolton Wanderers. Parmi les trois derniers, seul Lincoln City n'obtient pas assez de voix pour rester en deuxième division. Le meilleur buteur est Bob Whittingham avec 31 buts pour Chelsea.

## Compétition
La victoire est à deux points, un match nul vaut un point.

### Classement
| Rang | Équipe                  | Pts | J  | G  | N  | P  | Bp | Bc | Diff |
| ---- | ----------------------- | --- | -- | -- | -- | -- | -- | -- | ---- |
| 1    | West Bromwich Albion    | 53  | 38 | 22 | 9  | 7  | 67 | 41 | +26  |
| 2    | Bolton Wanderers R      | 51  | 38 | 21 | 9  | 8  | 69 | 40 | +29  |
| 3    | Chelsea R               | 49  | 38 | 20 | 9  | 9  | 71 | 35 | +36  |
| 4    | Clapton Orient          | 45  | 38 | 19 | 7  | 12 | 44 | 35 | +9   |
| 5    | Hull City               | 44  | 38 | 14 | 16 | 8  | 55 | 39 | +16  |
| 6    | Derby County            | 42  | 38 | 17 | 8  | 13 | 73 | 52 | +21  |
| 7    | Blackpool FC            | 42  | 38 | 16 | 10 | 12 | 49 | 38 | +11  |
| 8    | Burnley FC              | 41  | 38 | 13 | 15 | 10 | 45 | 45 | 0    |
| 9    | Wolverhampton Wanderers | 38  | 38 | 15 | 8  | 15 | 51 | 52 | -1   |
| 10   | Fulham                  | 37  | 38 | 15 | 7  | 16 | 52 | 48 | +4   |
| 11   | Leeds City              | 37  | 38 | 15 | 7  | 16 | 58 | 56 | +2   |
| 12   | Bradford Park Avenue    | 33  | 38 | 14 | 5  | 19 | 53 | 55 | -2   |
| 13   | Huddersfield Town P     | 34  | 38 | 13 | 8  | 17 | 57 | 58 | -1   |
| 14   | Glossop FC              | 34  | 38 | 13 | 8  | 17 | 48 | 62 | -14  |
| 15   | Leicester Fosse         | 33  | 38 | 14 | 5  | 19 | 52 | 62 | -10  |
| 16   | Birmingham              | 32  | 38 | 12 | 8  | 18 | 42 | 64 | -22  |
| 17   | Stockport County        | 30  | 38 | 11 | 8  | 19 | 47 | 79 | -32  |
| 18   | Gainsborough Trinity    | 29  | 38 | 9  | 11 | 18 | 37 | 55 | -18  |
| 19   | Barnsley FC             | 28  | 38 | 7  | 14 | 17 | 52 | 62 | -10  |
| 20   | Lincoln City            | 24  | 38 | 7  | 10 | 21 | 28 | 72 | -44  |

|  | Vainqueur de la deuxième division et promotion en First Division |
|  | Promotion en First Division                                      |
|  | Réélection                                                       |
|  | Relégué                                                          |

- Parmi les trois derniers, Lincoln City n'obtient pas assez de voix et sera relégué.